# رتنبرگ (باواریا)
رتنبرگ (باواریا) (به آلمانی: Rattenberg, Bavaria) یک شهر در آلمان است که در بایرن واقع شده‌است.

## خصوصیات
رتنبرگ ۳۰٫۲۳ کیلومترمربع مساحت دارد ۵۶۰ متر بالاتر از سطح دریا واقع شده‌است.